# The Cat Concerto
The Cat Concerto este o animație americană din 1946, a unsprezecea producție scurtă cu Tom și Jerry realizată de Fred Quimby și regizată de William Hanna și Joseph Barbera. Coloana sonoră este produsă de Scott Bradley și animația de Irven Spence, Pete Burness, Kenneth Muse și George Gordon. The Cat Concerto a fost produs in Technicolor și lansat în cinematografe la 26 aprilie 1947 de Metro-Goldwyn Mayer.
Este pe locul 42 în Top 50 cele mai bune desene animate.